# Metròpolis de l'Hestieòtide
Metròpolis de l'Hestieòtide (en grec antic Μητρόπολις) era una ciutat de Tessàlia, al districte d'Hestieòtide. Esteve de Bizanci diu que era una ciutat de l'Alta Tessàlia. Estrabó diu que la ciutat es va fundar per la unió de tres poblets petits, i desp`rés se n'hi van afegir d'altres, entre elles la ciutat d'Itome. Diu que Itome es trobava dins d'un quadrangle format per les ciutats de Metròpolis, Trica, Pelinna i Gomfi. També es pot situar Metròpolis perquè va ser un lloc per on va passar Juli Cèsar quan va anar de Gomfi a Farsàlia.
Titus Livi diu que la ciutat va ser ocupada pel cònsol romà Tit Quinti Flaminí l'any 198 aC, quan va passar per aquest lloc en la seva marxa sobre Tessàlia durant la Segona Guerra Macedònica. El seu territori era veí de Cièrion (l'antiga Arne), amb la qual sovint hi va haver conflictes de límits.
La ciutat encara la menciona al segle VI el geògraf Hièrocles, i va continuar existint durant l'edat mitjana amb el nom de (Νέαι Πάτραι, "Néai Pàtrai").
En queden restes en un lloc anomenat Paleókastro, a uns 8 km al sud de Karditsa. Es pot veure que la ciutat tenia una forma circular i que la ciutadella, de la que en queden unes parets, també era circular.